# Augusto Avancini
Augusto Avancini (Strigno, 28 febbraio 1868 – Cles, 6 giugno 1939) è stato un politico e commerciante italiano fondatore del Partito socialista trentino con Cesare Battisti e Antonio Piscel.

## Biografia
Avancini Augusto Settimio Maria nacque a Strigno da Lodovico, avvocato e Emilia degli Avancini. Alla tenera età di quattro anni restò orfano e venne allevato dagli zii.
Dopo aver trascorso l'infanzia a Levico, frequentò gli studi inferiori a Trento che dovette lasciare nel 1883 a causa di motivi finanziari. Abbandonati gli studi si dedicò all'attività di commerciante a Trento e Bolzano (1887-1893) dove imparò il tedesco.
Partecipò attivamente ai movimenti socialisti trentini sin dagli albori e nel 1903 fu eletto consigliere comunale a Trento.
Nel 1907 fu eletto deputato al Parlamento di Vienna nel gruppo parlamentare dei Socialdemocratici italiani collaborando con i socialisti austriaci e seguendo la corrente internazionalista fino al 1911 anno in cui venne susseguito da Cesare Battisti.
Con lo scoppio del primo conflitto mondiale rimase a Trento, ma dopo la dichiarazione di guerra dell'Italia all'Austria fu dapprima profugo a Bregenz nel Vorarlberg, quindi confinato a Groß-Siegharts e in un secondo momento a Wiener Neustadt; liberato nel 1917, a Vienna divenne segretario di Valentino Pittoni, deputato socialista triestino. In seguito alla battaglia di Caporetto, fu processato e condannato a dieci anni di carcere poiché il suono nome comparve tra un elenco degli informatori clandestini, iniziò quindi a scontare la pena presso le carceri di Vienna e Innsbruck. Fu liberato dopo l'armistizio di Villa Giusti.